# Струве, Глеб Петрович
Глеб Петро́вич Стру́ве (19 апреля (1 мая) 1898, Санкт-Петербург — 4 июня 1985, Беркли (Калифорния), США) — русский поэт, литературный критик и литературовед, переводчик.

## Биография
Сын философа, историка, экономиста, общественного и политического деятеля П. Б. Струве.
Окончил Выборгское коммерческое училище в Петрограде (1916). С 1916 года и до момента отъезда в эмиграцию — студент Петроградского политехнического института.
В 1918 году вступил в Добровольческую армию генерала М. В. Алексеева.
В 1919 году вместе с отцом переехал в Великобританию.
Окончил Оксфордский университет (Баллиол-колледж), получил диплом по новой истории. Жил в Праге и Берлине (1922—1924), в 1924—1932 годах — в Париже, в 1932—1947 годах — в Англии, занимаясь журналистикой и сотрудничая в русских эмигрантских изданиях. В 1932 году Струве получил место преподавателя истории русской литературы в Лондонском университете, сменив на этом посту вернувшегося в СССР Д. Святополк-Мирского. До 1947 года преподавал в Лондонском университете.
С 1947 года жил в США. Был профессором кафедры славянских языков и литератур Калифорнийского университета в Беркли, читал лекции в Колумбийском, Гарвардском, Вашингтонском, Колорадском и других университетах США и Канады. Был удостоен почётной степени доктора права Торонтского университета (1971), в 1977 году избран почётным председателем Ассоциации русско-американских ученых в США (Русской академической группы в США).
Племянник Глеба Струве — славист Никита Струве.

## Творчество
Дебютировал в печати стихотворением в журнале «Русская мысль» (1918). В эмиграции в 1920—1930-е годы печатался в журналах «Русская мысль», «Благонамеренный», «Новый мир», «Современные записки», «Балтийский альманах», а также в газетах «Россия», «За Свободу!», «Россия и славянство», «Сегодня», «Руль», «Возрождение», «Дни», в альманахе «Окно». Автор «Истории русской советской литературы» (1935), перевёденной на несколько языков.
После Второй мировой войны публиковался в «Новом журнале», «Гранях», «Опытах», «Воздушных путях», «Вестнике РСХД», «Русской мысли», «Новом русском слове», выступая с ценными статьями о русской литературе, преимущественно эмигрантской.
Стихи Глеба Струве включались в сборник «Петербург в стихотворениях русских поэтов» (1923), антологию «Якорь» (1936), в сборники «Эстафета» (1948), «На Западе» (1953), «Муза диаспоры» (1960), «Содружество» (1966). Издал книгу своих стихов «Утлое жильё» (1965).
Собирал материал о жизни и деятельности русских писателей-эмигрантов в странах Европы и Америки. Итогом этой деятельности стала книга «Русская литература в изгнании» (Russian Literature in Exile, 1956; в 1996 году была опубликована в России издательством «Русский путь»). В этой работе Струве систематизировал сведения об эмигрантских потоках из России в годы революции и после неё. Автор книги «О четырех поэтах: Блок, Сологуб, Гумилёв, Мандельштам» (1981), в которой он задался целью показать подлинное значение творчества тех, кого он считал крупнейшими русскими поэтами.
Многие годы Глеб Струве посвятил популяризации в странах Европы и Америки творчества русских писателей, изданию их книг в Нью-Йорке, Вашингтоне, Париже, Мюнхене; писал к ним вступительные статьи, комментарии. Струве выпустил на английском языке в своем переводе сборники «Русские рассказы» (3 изд.: 1961, 1963, 1965), «Семь рассказов Антона Чехова» (1963), составил «Антологию русской поэзии: от Пушкина до Набокова» (New York, 1967), совместно с Б. Филипповым выпустил сборник произведений И. Бунина (2 изд.: 1933, 1946).
Совместно с Б. Филипповым подготовил к изданию собрания сочинений Бориса Пастернака, Осипа Мандельштама, Анны Ахматовой, Николая Заболоцкого, Николая Гумилёва, Николая Клюева. Издал письма Марины Цветаевой с комментариями. Подготовил к печати и опубликовал «Лебединый стан», «Перекоп» М. Цветаевой, «Реквием» А. Ахматовой, собрал и издал поэтическое наследие Георгия Маслова.

## Сочинения
- Русский европеец : Материалы для биогр. и характеристики князя П. Б. Козловского. — Сан Франциско : Дело, cop. 1950. — III, 164 с., [6] л. ил., портр.
- Русская литература в изгнании : опыт исторического обзора зарубежной литературы. — Нью Йорк : Издательство имени Чехова, 1956. — 408, [6] с.
  - Русская литература в изгнании : [Опыт ист. обзора зарубеж. лит.] / 2. изд., испр. и доп. — Paris : YMCA-Press, 1984. — 419, [6] с. ISBN 2-85065-052-8
- Утлое жилье : избранные стихи 1915—1949 гг. — 2-е доп. изд. — [США ] : [б. и.], 1978. — 122, [4] с. : портр.
- О четырех поэтах : Блок, Сологуб, Гумилев, Мандельштам : Сб. ст. — London : Overseas publ., 1981. — 185 с. ISBN 0-903868-30-X